# Transition Dreams
Transition Dreams (deutsch Übergangsträume) ist eine Science-Fiction-Kurzgeschichte des australischen Schriftstellers Greg Egan, zuerst veröffentlicht in Interzone #76 im Oktober 1993. Die Kurzgeschichte wurde ebenfalls in den Sammlungen Our Lady of  Chernobyl im Jahr 1995 und Luminous im Jahr 1998 veröffentlicht. Die Kurzgeschichte spielt im gleichen Universum wie der Roman Diaspora von Greg Egan, welcher im Jahr 2000 in deutscher Übersetzung erschienen ist.

## Handlung
Der Protagonist bezahlt die Firma Gleisner, sein Bewusstsein zu scannen und in einen Gleisner-Roboter zu übertragen. Caroline Bausch erzählt ihm dabei von einem Nebeneffekt, genannt Übergangstraum, welchen sein Bewusstsein dabei erfährt, doch anschließend wieder vergisst. Der Protagonist ist verwirrt über diese scheinbar sinnlose Information, doch Caroline Bausch argumentiert, dass, um zu bestimmen wie ein Bewusstsein ein Phänomen erlebt, es notwendig sei, dieses im Prozess zu erschaffen. Der Protagonist erfährt später, dass die Übergangsträume tatsächlich von den Datenpaketen eines Bewusstseins erlebt werden, während diese während eines Sendeprozesses auf verschiedenen Servern gespeichert und wieder gelöscht werden. Als sich am nächsten Tag herausstellt, dass die Bezahlung an die Firma Gleisner im Gegensatz zu seiner Erinnerung nie getätigt wurde, versteht der Protagonist schlagartig, in einem Übergangstraum zu stecken und daher notwendigerweise schnell den Tod begrüßen zu müssen.

## Kritik
Jonathan Crowie schreibt auf concatenation.org, dass die Kurzgeschichte an Elemente von Philip Dick erinnert, aber anders als dessen Kurzgeschichten scheinen diese hier nicht ganz zu passen („this story has Philip Dick elements but unlike any Dick story I have read its elements did not seem to quite fit“).